# Dyfnwallon ap Arthgen
Dyfnwallon ap Arthgen  ou  Arthen (floruit VIIIe)  siècle est un souverain du royaume de Ceredigion et de Seisyllwg

## Contexte
Dyfnwallon ab Arthen apparaît dans le manuscrit des Harleian genealogies dans le lignée des rois de Ceredigion et comme le fils de Arthgen ap Seisyll:
[G]uocaun map Mouric map Dumnguallaun map Arthgen map Seissil map Clitauc Artgloys map Artbodgu map Bodgu map Serguil map Iusay map Ceretic map Cuneda. 
et le père de Meurig ap Dyfnwallon

## Source
- (en) Peter Bartrum, A Welsh classical dictionary: people in history and legend up to about A.D. 1000, Aberystwyth, National Library of Wales, 1993, Dyfnwallon ap Arthen (750)